# Xanthorhoe strumosata
Xanthorhoe strumosata är en fjärilsart som beskrevs av Achille Guenée 1858. Xanthorhoe strumosata ingår i släktet Xanthorhoe och familjen mätare. Inga underarter finns listade i Catalogue of Life.